# Doc (série télévisée, 2020)
Pour les articles homonymes, voir Doc.
Doc (Doc - Nelle tue mani) est une série télévisée italienne créée par Jan Maria Michelini et Ciro Visco et diffusée depuis le 26 mars 2020 sur la Rai 1.
La série s'inspire de l'histoire vraie du Dr Pierdante Piccioni, ancien chef du accueil et traitement des urgences de Lodi et Codogno, qui, à la suite d'un accident de la route sur le périphérique de Pavie, a oublié les 12 dernières années de sa vie.
En France, elle est diffusée depuis le 6 janvier 2021 sur TF1, et au Québec depuis le 29 avril 2021 sur Moi et Cie puis rediffusée en clair à partir du 17 mars 2022 sur le réseau TVA.

## Synopsis
À la suite d'une tentative de meurtre, Andréa Fanti, chef de service de médecine interne de l'hôpital de Milan, perd la mémoire de ses douze dernières années. Il continue à exercer en tant que consultant et enquête sur son accident. Il se bat pour retrouver son indépendance. Il reconstruit sa vie passée, présente et future en se basant sur les quelques souvenirs qu'il lui reste ainsi que sur le témoignage de ses proches et de ses collègues.
À la suite de son accident, il va devoir réapprendre à vivre dans un monde où tout a changé, en quelques années.

## Distribution

### Acteurs principaux
- Luca Argentero (VF : Jean-Pierre Michaël) : Andrea Fanti, professeur, chef de médecine interne
- Matilde Gioli (VF : Victoria Grosbois) : Giulia (VF : Julia) Giordano, médecin, assistante et ancienne liaison amoureuse d'Andrea
- Pierpaolo Spollon (it) (VF : Alexis Gilot) : Riccardo Bonvegna, interne
- Raffaele Esposito (it) (VF : Thibaut Lacour) : Marco Sardoni, médecin, remplaçant temporaire d'Andrea (saison 1)
- Sara Lazzaro (it) (VF : Josy Bernard) : Agnese (VF : Agnès Tibère) Tiberi, médecin, directrice de l'hôpital et ex-femme d'Andrea
- Gianmarco Saurino (it) (VF : Jim Redler) : Lorenzo Lazzarini, médecin (saison 1, récurrent saison 2)
- Simona Tabasco (VF : Noémie Bianco) : Elisa Russo, interne
- Alberto Boubakar Malanchino (VF : Mike Fédée) : Gabriel Kidane, interne
- Silvia Mazzieri (en) (VF : Sarah Barzyk) : Alba Patrizi, interne (saisons 1 et 2)
- Beatrice Grannò (it) (VF : Pauline Ziadé) : Carolina (VF : Caroline) Fanti, fille d'Andrea, interne
- Elisa Di Eusanio (VF : Delphine Braillon) : Teresa Maraldi, infirmière en chef du département de médecine interne
- Giovanni Scifoni (it) (VF : Jean-Philippe Puymartin) : Enrico Sandri, neuropsychiatre, meilleur ami d'Andrea
- Alice Arcuri (VF : Ingrid Donnadieu) : Cecilia Tedeschi, virologue, nouvelle cheffe de médecine interne, ancienne amie d'Andrea
- Marco Rossetti (it) (VF : Mario Bastelica) : Damiano (VF : Damien) Cesconi, médecin (Depuis la saison 2)
- Gaetano Bruno (VF : Jérôme Cachon) : Edoardo (VF : Édouard) Valenti, chirurgien, chef de chirurgie après la mort du Dr Martel (depuis la saison 2)

### Acteurs secondaires
- Simone Gandolfo (it) (VF : Jean-Baptiste Marcenac) : Davide (VF : David), compagnon d'Agnès
- Pia Lanciotti (VF : Véronique Augereau) : Fabrizia Martelli (VF : Sabrina Martel), chirurgienne, cheffe de chirurgie, décède du COVID-19, mère d'Alba (saison 1, guest star saison 2)
- Giusy Buscemi (VF : Jean-Baptiste Marcenac) : Lucia (VF : Lucie) Ferrari, psychologue (Depuis la saison 2)
- Massimo Rigo (VF : Charles Uguen) : Umberto Caruso, directeur de l'hôpital (saison 2)
- Lorenzo Frediani : Don Massimo (VF : Maxime) Gentile, prêtre, ami d'Elisa (Depuis la saison 2)
- Virginia Bernardini (VF : Mathilda Dieutre) : Zoé, infirmière
- Luca Avagliano (it) : Renato (saison 1)

 Source et légende : version française (VF) sur RS Doublage

## Production

### Genèse
La série est inspirée de l'histoire vraie de Pierdante Piccioni, un médecin urgentiste qui a perdu la mémoire, en 2013, après un accident de voiture. Il recommencera à travailler avec des qualités amplifiées, tel que l'empathie, grâce à son accident.

### Tournage
Le tournage débute le 16 septembre 2019. Entre mars et avril 2020, ils avaient été temporairement interrompus en raison de la pandémie du Covid-19 qui avait forcé à fermer ensemble les sociétés de production. Début juillet 2020, l’ensemble a rouvert, permettant à la production de la série de reprendre là où elle s’était arrêtée.
Il a lieu à Milan et à Rome ainsi que dans la petite commune de ce dernier, Formello (où se trouvent également les studios de Lux Vide). La série se déroule en grande partie dans la polyclinique ambrosienne, une structure reconstruite sur le plateau et située juste dans la petite municipalité romaine. Les seuls véritables décors où le tournage est filmé se trouvent à l'Université Polyclinique du Campus bio-médical et à l'université « Le campus bio-médical » de Rome.

### Fiche technique
Sauf indication contraire, les informations mentionnées dans cette section peuvent être confirmées par les bases de données cinématographiques IMDb et Allociné,  présentes dans la section « Liens externes ».
- Titre français : Doc
- Titre original : Doc - Nelle tue mani
- Création : Jan Maria Michelini et Ciro Visco
- Musique : Tony Brundo
- Costumes : Chiara Mazzetti di Pietralata
- Photographie : Napoleone Carbotta
- Montage : Alessio Doglione et Alessandro Heffler
- Production : luigi Mariniello, Alessandra Ottaviani, Matilde Bernabei et Luca Bernabei
- Production déléguée : Jan Maria Michelini, Daniele Passani et Corrado Trionfera
- Réalisation : Jan Maria Michelini (épisodes 1 à 8), Ciro Visco (épisodes 9 à 16)
- Sociétés de production : Rai Fiction et Lux Vide
- Pays d'origine :  Italie
- Langue d'origine : italien
- Format : couleur - 16/9
- Genres : drame médical
- Durée : 55 minutes
- Dates de diffusion : [Quand ?]
- Classification : Tout public

### Distributions internationales
Sony a acheté les droits internationaux de la société Lux Vide pour la distribution et d’éventuelles adaptations locales, y compris celle des États-Unis. La série est déjà distribuée et diffusée en Espagne puis au Portugal et également à partir de janvier 2021 en France sur TF1. La distribution a déjà été réalisée au Royaume-Uni, et sera diffusée prochainement.

## Univers de la série
- Si vous ne connaissez pas le sujet, laissez ce bandeau (vous pouvez alors contacter les auteurs).
- Si vous supprimez le contenu mis en cause (vous pouvez préalablement contacter les auteurs),

argumentez précisément cette suppression dans la page de discussion
(un manque de référence n'est pas un argument ; une recherche réelle de référence doit avoir été effectuée, être formellement documentée).

### Personnages

#### Personnages principaux
- Andrea Fanti

Il est le principal protagoniste de la série. Il travaille à la polyclinique Ambrosiano de Milan où il dirigeait le service de médecine interne. Il est séparé de sa femme Agnès depuis plusieurs années. Il a une fille, Caroline, et entretient une relation secrète avec sa collègue Julia. Après la mort d'un patient, Giovanni Pavesi, son père lui tire une balle dans la tête lui faisant perdre tous ses souvenirs des douze dernières années. À cause de l'amnésie, il perd son poste de médecin-chef et devient un médecin consultant, sans pouvoir décisionnel, dont le seul et unique métier est d'« aider » les internes. Dans le premier épisode de la deuxième saison, il est le premier à découvrir qu'il y a un cas de COVID-19 à l'hôpital, encore semi-inconnu à l'époque. Il a également eu un fils nommé Mathias, qui mourra subitement d'un arrêt cardiaque alors qu'ils étaient à Paris. La mort de son fils l'a rendu cynique et distant, car il s'en veut. Mais, de par son amnésie, Andrea a oublié cette partie « sombre » de sa vie. Il choisit alors, en tant que médecin, de reprendre le chemin de l'empathie et de l'écoute des patients, exactement comme il le faisait au début de sa carrière et avant la mort de Mathias. Il retrouvera sa place de chef de service à la fin de la deuxième saison.
- Julia Giordano

Elle est médecin et officie au service de médecine interne. C'est une collègue d'Andrea et son assistante, à l'époque où il était chef de service. Elle avait une relation secrète avec lui et suit d'abord son attitude froide et distante envers les patients. Pendant l'amnésie d'Andrea, elle souffre beaucoup et se rapproche de son collègue Lorenzo avec qui elle passera également une nuit. Elle tombera enceinte. Dans le premier épisode de la deuxième saison, elle tombe malade du COVID-19 et perd le fils conçu avec Lorenzo.
- Riccardo Bonvegna

C'est un jeune interne en médecine interne, très gentil et jovial, mais pas sans problèmes non plus. À la suite d'un accident durant son adolescence, lors d'une plongée, à la suite d'une embolie gazeuse, il a perdu une partie de sa jambe droite. Le seul qui connaît son état est Andrea — avant l'amnésie — puisqu'il a lui-même soigné le jeune Riccardo dix ans plus tôt et avait formulé le diagnostic qui lui a sauvé la vie, même s'il a dû se faire amputer la jambe. Dans le final de la première saison, il se fiance à Alba et dans la seconde, en raison de frictions avec elle, il flirte avec Caroline, bien qu'il soit toujours amoureux de sa petite amie.
- Marco Sardoni

Il est médecin et travaille dans le service de médecine interne. C'est un collègue et ami d'Andrea depuis de nombreuses années. Après l'accident, c'est lui qui a remplacé Andrea en tant que chef de service. Au cours de la saison, il s'avère qu'il est le véritable coupable de la mort de Giovanni Pavesi, car il lui avait donné le mauvais médicament en raison d'une erreur d'homonymie. Il sera ensuite arrêté dans le dernier épisode de la première saison en compagnie de sa femme, représentante de la société pharmaceutique propriétaire du médicament.
- Agnès Tibère

Elle est la directrice médicale de la polyclinique Ambrosiano. Elle est également l’ex-femme d’Andrea et la mère de Caroline. Dans la seconde saison, à cause de l’enquête sur la pandémie, elle est suspendue de son poste. Elle réintègre alors, en tant que médecin, son service d’origine, la neuropsychiatrie, avec pour chef de service Enrico.
- Lorenzo Lazzarini

C’est un médecin diplômé de médecine interne et collègue d’Andrea. Il a une sœur jumelle qui est atteinte du syndrome de Down. Il est jovial, sympathique, plutôt bel homme et populaire auprès des femmes. Lorenzo est amoureux depuis toujours de Julia et il aura une histoire avec elle — et elle deviendra sa petite amie — seulement au début de la deuxième saison quand, après une nuit passé ensemble, il découvrira qu’elle est enceinte. Il meurt pendant la saison deux à cause du COVID-19, laissant Julia et tout le service avec un vide immense.
- Elisa Russo

C’est une interne, spécialiste en médecine interne. Elle a une relation avec Gabriel mais leur relation traverse une période de crise, entre la fin de la saison une et le début de la saison deux, quand Gabriel lui annonce qu’il a décidé de rentrer en Éthiopie et qu’il refuse qu’elle le suive alors qu’elle était prête à le suivre. Ils se quittent au début de la deuxième saison mais se remettent ensemble à la fin de la deuxième saison et se marient.
- Gabriel Kidane

C’est un interne, spécialiste en médecine interne. Il est originaire d’un petit village d’Éthiopie. Il a appris l’italien en écoutant de la musique lyrique (son grand-père travaillait comme majordome auprès d’un officier de l’armée italienne en poste en Éthiopie pendant la seconde guerre mondiale), et c’est un grand passionné de ce genre musical. On découvrira qu'avant d'arriver en Italie, il a été enfermé dans une prison libyenne à la suite du piège tendu par la personne qui avait organisé le voyage. Il a une relation avec Elisa, qui, cependant, entre en crise entre la fin de la première saison et le début de la seconde. Au cours de la deuxième saison, il subit une période de fort stress psychologique provoqué par la pandémie. Un chemin de thérapie avec la psychologue Lucie Ferrari commencera, mais il n'apportera cependant pas les effets espérés et Gabriel fera une tentative de suicide. Il est sauvé in extremis par Maxime. Il reprendra la thérapie et en acceptant de dire la vérité, sa santé mentale se rétablira. Par la suite, il décidera de retourner en Éthiopie en acceptant la proposition de diriger un hôpital local, mais à la fin de la deuxième saison, il s'est rendu compte qu'il était toujours amoureux d'Elisa. Il reviendra par surprise à Milan et retrouvera Elisa. Le couple se marie à la fin de l’épisode qui conclut la deuxième saison.
- Alba Patrizi

C’est une jeune interne en médecine interne. C’est une jeune femme très douce, empathique et ce n’est pas un hasard si elle est, parmi les patients, une des plus aimées, mais elle est également très timide et introvertie. Alba avait d’abord commencé sa spécialisation dans le service de chirurgie, alors dirigé par sa mère (le Dr Fabrizia Martel), avant d’y renoncer en raison des pressions et des malversations de celle-ci, et préfère passer à la médecine interne. À la fin de la première saison, étant amoureuse de lui depuis longtemps, elle se fiance avec Riccardo. Elle meurt à la fin de la deuxième saison à cause d’une intoxication hépatique, causée par un antibiotique utilisé pour lutter contre une bactérie qui a infecté le service; malgré la fragilité, elle montre aussi beaucoup d’altruisme avec l’aide qu’elle apporte à Riccardo jusqu’à la fin et montre aussi une grande force d’esprit face à la mort.
- Caroline Fanti

C’est la fille d’Andrea et Agnès. Elle est étudiante en médecine. Caroline est en deuxième année d’université et vit dans un petit appartement à Milan avec une de ses camarades de classe. Après la mort de son frère, elle commence à souffrir de crises de panique et de boulimie. Dans la deuxième saison en pleine pandémie de Covid, elle obtient son diplôme et décide de se spécialiser en médecine interne mais pas dans le service où travaille son père. Elle arrivera quand même dans ce service, à cause du Covid-19 et sur décision d’Agnès qui ne voulait pas que Caroline finisse dans un autre hôpital. Elle tombe amoureuse de Riccardo mais ce n’est pas vraiment réciproque. Plus tard, elle commencera à fréquenter le chef de chirurgie Édouard Valenti, histoire qui se terminera à la fin de la saison en raison de la demande de ce dernier de l’aider pour ses problèmes de boulimie.
- Teresa Maraldi

Elle est l’infirmière coordinatrice du service de médecine interne. C’est une amie d’Andrea et elle épaule tout le service. Elle a trois filles, dont une avec des problèmes d’autisme et soignée par Enrico. Elle est séparée. Dans la deuxième saison, Teresa commence une relation avec Enrico.
- Enrico Sandri

Il est le chef du service de neuropsychiatrie de la polyclinique Ambrosiano, collègue et meilleur ami d’Andrea depuis de nombreuses années. Lors de la deuxième saison, il commence une relation avec Teresa.
- Cecilia Tedeschi

Doctoresse en virologie et chef du service d’infectiologie. Cecilia est une vieille amie et camarade d’université d’Andrea et d’Agnès, et pendant ces années elle était, et l’est toujours un peu, amoureuse d’Andrea. Ce ne sera jamais réciproque. Avec l’éclatement de la pandémie de COVID-19, Cecilia en tant que virologue acquiert une grande notoriété et une renommée internationale. C’est pourquoi Agnès la nomme chef du service de médecine interne. Dans l’ombre de tous cependant, Cecilia, aidée par Caruso, projette de le convertir en un service d’infectiologie. C’est cette circonstance qui poussera Andrea, une fois découvert les vrais plans de Cecila, à vouloir redevenir chef de service. A la fin de la saison, après avoir écarté leurs désaccords, elle aidera Agnès à piéger Caruso et à faire en sorte qu’Andrea revienne chef de service.
- Damien Cesconi

Nouveau médecin, originaire de Rome, qui arrive au service pour remplacer Lorenzo. Dès son arrivée, il commence à faire la cour à Giulia.
- Édouard Valenti

Nouveau chef du service de chirurgie après la mort du Dr Martel. Il va commencer à fréquenter la fille de Fanti, Caroline. En outre, il s’avère qu’il consomme des stupéfiants.

#### Personnages récurrents
- David

Il est le nouveau compagnon d’Agnès après sa séparation d’Andrea. Avec elle, il prend en charge un enfant au début de la deuxième saison.
- Fabrizia Martel

Cheffe du service de chirurgie générale et mère d’Alba Patrizi, avec laquelle elle n’a jamais eu de bons rapports. Elle meurt au début de la deuxième saison à cause du Covid-19 après s’être réconciliée avec sa fille.
- Lucie Ferrari

Psychologue de l’hôpital, spécialiste des troubles post-traumatiques. Elle aidera Gabriel Kidane à gérer ses crises d’angoisse.
- Umberto Caruso

Directeur administratif puis sanitaire de l’hôpital. Il essaiera par tous les moyens possibles d’entraver le désir de Fanti de redevenir chef de service et on découvrira qu’avec la complicité d’une entreprise qui fabrique du matériel médical, pendant le Covid, il avait délibérément retardé la fourniture de bouteilles d’oxygène et d’autres appareils électro-médicaux à tout l’hôpital, causant indirectement la mort de nombreux patients parmi lesquels Lazzarini. Pour cette raison, il sera arrêté dans le dernier épisode de la deuxième saison.
- Maxime Gentile

Patient de la Polyclinique suivi par Elisa pendant la pandémie; elle tombe amoureuse de lui après la séparation avec Gabriel dans la deuxième saison. Mais Maxime est prêtre et cela causera la rupture avec Elisa. Il sauvera Gabriel dans sa tentative de suicide, en répondant à son appel à l’aide et, dans le dernier épisode, il célébrera le mariage entre Gabriel et Elisa.

## Épisodes

### Première saison (2020)
La première saison contient seize épisodes dépourvus de titres. Elle a été divisée en deux parties pour une diffusion en deux périodes sur Rai 1 :
- les huit premiers épisodes sont diffusés du 26 mars au 16 avril 2020,
- les huit suivants sont diffusés du 15 octobre au 19 novembre 2020.

1. Mémoire enfouie (Amnesia)
2. Selfie (Selfie)
3. Rien de personnel (Niente di personale)
4. Ça fait du bien et ça fait mal (Una cosa buona che fa male)
5. L'Erreur parfaite (L'errore)
6. Bol d'air (Come eravamo)
7. L'origine du mal (Like)
8. Le serment d'Hippocrate (Il giuramento di Ippocrate)
9. Le sel de la vie (In salute e in malattia)
10. Un joli secret (Quello che siamo)
11. Passé décomposé (Cause ed effetti)
12. L'accident de train (L'imprevisto)
13. Libres d'aimer (Egoismi)
14. Avant qu'il ne soit trop tard (Perdonare e perdonarsi)
15. Complots (Veleni)
16. L'heure des choix (Io ci sono)

### Deuxième saison (2022)
Cette deuxième saison est diffusée du 13 janvier au 17 mars 2022 en Italie. En France, la saison est diffusée à partir du 1er juin 2022.
1. Une autre vie (Una vita nuova)
2. L'ennemi silencieux (La guerra è finita)
3. Chercher l'erreur (Sfide)
4. Le jeune espoir (Quello che sei)
5. Besoin d'attention (L'attenzione)
6. Le goût de vivre (Il gusto di vivere)
7. Un passé trop présent (Fare una scelta)
8. Chien bleu (Cane blu)
9. Un secret encombrant (Streghe)
10. Solidarité paternelle (Padri)
11. Des raisons d'espérer (Ragioni e conseguenze)
12. Le coup de la panne (Gold standard)
13. Le mur du silence (Così lontani, così vicini)
14. Des mots pour le dire (Senza nome)
15. L’heure de vérité (Stigma)
16. Se relever ensemble (Mutazioni)

### Troisième saison (2024)
Cette troisième saison est diffusée depuis le 11 janvier jusqu'au 7 mars 2024 en Italie. Le tournage a commencé le 15 mai 2023 dans les studios Rai de la ville au nord de Rome. En France, la saison est diffusée à partir du 20 mars 2024.
1. Oublier seul et se souvenir ensemble (Risvegli)
2. Comme dans un rêve (Lascar andare)
3. D'une main de maître (Perfetta)
4. Les blessures de la vie (Sogni)
5. Place au doute (Il beneficio del dubbio)
6. La seule qui compte (La vela)
7. Hallucinations (Fantasmi)
8. Sous les projecteurs (Salto nel buio)
9. Un premier pas (Evitarsi)
10. Le facteur humain (Il fattore umano)
11. Le vrai du faux (Lontani)
12. Tremblement de terre (La scossa)
13. Ce qui nous lie (Legàmi)
14. À la croisée des chemins (Vivere)
15. Le bon moment (Quello che si deve fare)
16. Un remède à tout (Liberi)

## Discographie
Les pistes de la musique sont composées par Tony Brundo et chantées par Nico Bruno.
| No | Titre                     | Durée |
| -- | ------------------------- | ----- |
| 1. | Sigla                     | 1:32  |
| 2. | I'll Find You in the Dark | 4:14  |
| 3. | Need You Right Now        | 3:47  |
| 4. | Changed at All            | 3:59  |

## Adaptation américaine
À l'hiver 2023, Barbie Kligman développe une version américaine de la série pour le réseau Fox. La série est commandée le 3 avril 2023. Le casting est en cours.